# Waking Up (album de OneRepublic)
Pour les articles homonymes, voir Waking Up.
Albums de OneRepublic
Dreaming Out Loud
(2007) Native
(2013)
Singles
1. All the Right Moves
Sortie : 29 septembre 2009
2. Secrets
Sortie : 30 octobre 2009
3. Marchin On
Sortie : 18 juin 2010
4. Good Life
Sortie : 19 novembre 2010

Waking Up est le deuxième album du groupe OneRepublic sorti le 17 novembre 2009.

## Liste des chansons
| No  | Titre                 | Durée |
| --- | --------------------- | ----- |
| 1.  | Made for You          | 4:18  |
| 2.  | All the Right Moves   | 3:58  |
| 3.  | Secrets               | 3:44  |
| 4.  | Everybody Loves Me    | 3:34  |
| 5.  | Missing Persons 1 & 2 | 4:59  |
| 6.  | Good Life             | 4:13  |
| 7.  | All This Time         | 4:03  |
| 8.  | Fear                  | 3:48  |
| 9.  | Waking Up             | 6:09  |
| 10. | Marchin On            | 4:13  |
| 11. | Lullaby               | 4:38  |